# Ельбістан
Ельбістан (тур. Elbistan) — місто і район у провінції Кахраманмараш (Туреччина).

## Історія
Наприкінці бронзової доби Ельбістан був частиною царства Кіззуватна. Потім ту територію захопили хетти під проводом Суппілуліуми I. Коли у X столітті Хамданіди зруйнували Арабіссос, то значення Ельбістана зросло. У подальшому та територія перебувала під владою Візантії, хрестоносців, держави Данішмендів, Конійського султанату, Антіохії. 15 квітня 1277 року мамелюки у розбили монголів, потім деякий час Ельбістан був столицею бейлика Зулкадар, пережив навалу Тимура, після османсько-сефевідських війн увійшов до складу Османської імперії.